# Kamelrennen

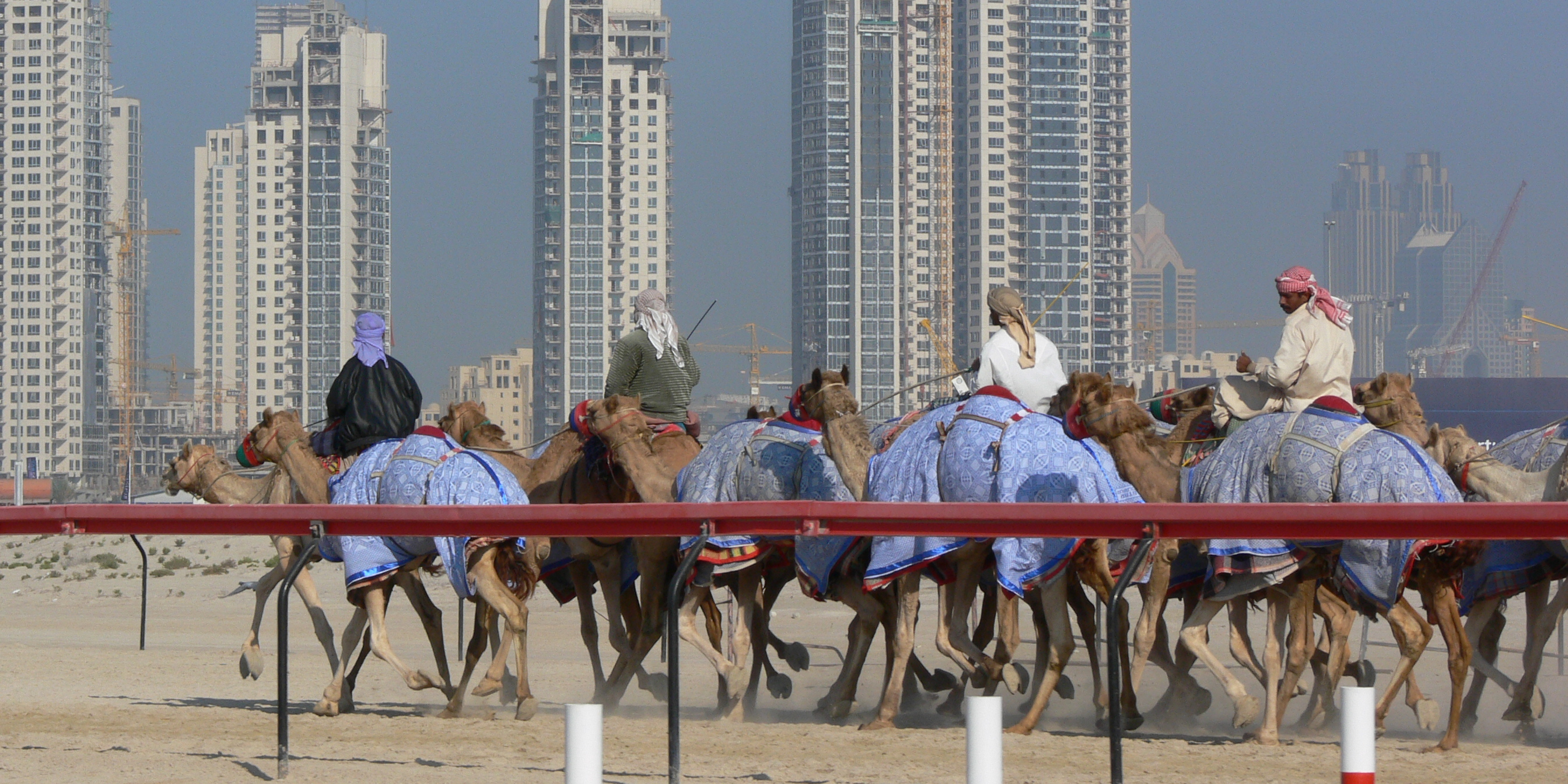
Kamelrennen in Dubai

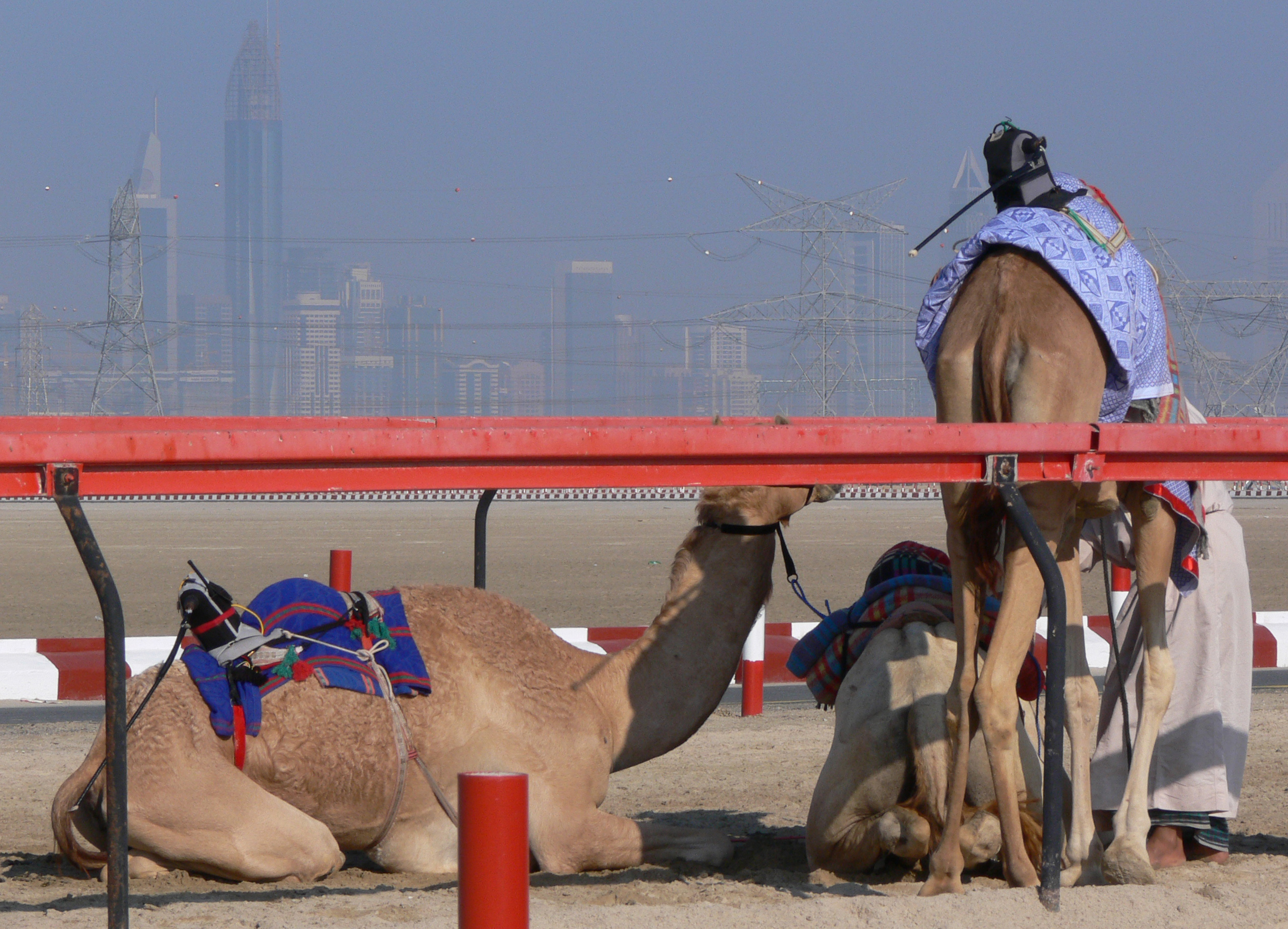
Test von Jockeyrobotern für Kamelrennen

Kamelrennen sind eine Alternative zum Pferderennsport, insbesondere in den arabischen Ländern und Australien. Die vielleicht populärsten Kamelrennen finden in der Emirate-Hauptstadt Abu Dhabi und in Dubai statt.
In Saudi-Arabien sind Kamelrennen ein Nationalsport. Sie begleiten die Feste vieler Beduinenstämme. 2020 wurde diese Tradition in die UNESCO-Liste des immateriellen Kulturerbes der Menschheit aufgenommen.
Auch anderenorts gibt es Kamelrennen-Tradition oder Kamelrennen als Bestandteil traditioneller Feste wie dem jährlichen Kamelfestival in Pushkar (Indien).
Die Kamele können eine Geschwindigkeit von bis zu 64 km/h erreichen. Jungtiere, zumeist drei oder vier Jahre alt, legen Strecken von bis zu zehn Kilometern zurück. Für die schnellsten Rennkamele werden Summen von fast drei Millionen Dollar bezahlt. Auch in Deutschland fanden gelegentlich schon Kamelrennen statt, z. B. in Köln-Weidenpesch bereits 1969.

## Varianten
Langstrecken-Wettbewerbe gab es ebenfalls schon, z. B. „The Great Australian Camel Race“, ein 1988 über einige Wochen und tausende Kilometer ausgetragenes Rennen zur Erinnerung an die Bedeutung der importierten Kamele als Transportmittel beim Aufbau des modernen Australien Ende des 19. Jhdts. Das Rennen hatte 69 Teilnehmer, von denen 28 das Ziel erreichten.

## Kinderarbeit
Bei professionellen Rennen wurden oft Kinder anstatt Reiter eingesetzt, heute eher selten. Vielfach wurden hierzu Kinder aus Ländern wie Pakistan und Bangladesch eingesetzt, die von ihren armen Familien praktisch als Sklaven an Kamelrennveranstalter verkauft wurden. Angesichts der Kritik an diesen Praktiken wurde in Katar und den Vereinigten Arabischen Emiraten der Einsatz von Kindern in Kamelrennen verboten und sogar einige der Kinder nach Pakistan zurückgeführt.

## Kameljockey-Roboter
Heute ersetzen Kameljockey-Roboter in diesen arabischen Ländern die Kameljockey-Kinder.
Die Kameljockey-Roboter sind größtenteils ferngesteuert, so dass einige hochdotierte Kamelrennen mittlerweile dadurch gekennzeichnet sind, dass die rennstallbesitzenden Scheichs sich in ihren wüstenstaubdichten klimatisierten Limousinen und SUVs auf einer Straße parallel zur Rennbahn bzw. zum Feld der galoppierenden Kamele in deren Tempo in Rennrichtung chauffieren lassen, um per Fernsteuerung die Höchstleistung aus ihrem eigenen Kamel im Rennen herauszuholen und dabei aus nächster Nähe den Erfolg zu kontrollieren.